# Lago Karchower
El lago Karchower (en alemán: Karchowersee) es un lago situado en el distrito de Llanura Lacustre Mecklemburguesa, en el estado de Mecklemburgo-Pomerania Occidental (Alemania), a una altitud de 69.5 metros; tiene un área de 3 hectáreas.
Está ubicado a pocos kilómetros al oeste del lago Müritz, el mayor de Alemania, y a poca distancia al norte del estado de Brandeburgo.